# イソトマ属
イソトマ属（いそとまぞく、Isotoma）とはキキョウ科の属の1つ。オーストラリア、ニュージーランド、ソシエテ諸島、西インド諸島に10種程度が分布する。

## 主な種
イソトマ（学名：Isotoma axillaris、シノニム：Laurentia axillaris）
普通、単に「イソトマ」というと本種のことである。オーストラリア原産。別名ローレンティア (Laurentia) で、これは旧属名からである。花期は5〜11月頃。有毒植物で液汁が目に入ると失明すると言われる。花言葉も「猛毒」。半耐寒性の多年草であるが、2年目からは花つきが悪くなるので、園芸上は一年草扱いとするのが普通である。

## 育て方
・種まき 3月中旬～4月下旬
イソトマは寒さに弱いので、発芽するには5℃以上が必要である。寒さに弱いので、日の当たる場所で育てる。

## 水やり・肥料
やや乾燥気味の土壌を好む。